# Glycyphana cretata
Glycyphana cretata är en skalbaggsart som beskrevs av Wallace 1867. Glycyphana cretata ingår i släktet Glycyphana och familjen Cetoniidae. Inga underarter finns listade i Catalogue of Life.